# Rashidat Sadiq
Rashidat Odun Sadiq (Ibadan, 3 gennaio 1981) è un'ex cestista nigeriana.
Ala o centro di 189 cm, ha giocato in Serie A1 italiana con Priolo Gargallo.

## Carriera
Sadiq ha avuto una turbolenta carriera nei college. Dopo la high school a Ise, si è iscritta nel 2002 al Central Arizona College; dell'università dell'Arizona diventa la miglior marcatrice di tutti i tempi e conquista il terzo posto assoluto al torneo NJCAA del 2004; inoltre fa parte della squadra All-American. In estate, prende parte alle Torneo olimpico con la Nazionale nigeriana. Quell'anno si trasferisce in Connecticut e subito dopo all'Oklahoma State, ma rimane ferma un anno.
Ha poi giocato un anno in Turchia, alla Lusk Istanbul.
Nel 2008-09 passa all'Acer Erg Priolo. In campionato gioca appena cinque partite.
Con la Nazionale nigeriana, ha preso parte alle Olimpiadi di Atene 2004.

## Statistiche
Statistiche aggiornate al 31 maggio 2009
| Stagione        | Squadra         | Competizione | Partite | Partite | Partite | Statistiche tiro | Statistiche tiro | Statistiche tiro | Altre statistiche | Altre statistiche | Altre statistiche | Altre statistiche | Altre statistiche |
| Stagione        | Squadra         | Competizione | Pres.   | Titol.  | Minuti  | Tiri da 2        | Tiri da 3        | Liberi           | Rimb.             | Assist            | Rubate            | Stopp.            | Punti             |
| --------------- | --------------- | ------------ | ------- | ------- | ------- | ---------------- | ---------------- | ---------------- | ----------------- | ----------------- | ----------------- | ----------------- | ----------------- |
| ott. '08-'09    | Acer Erg Priolo | Serie A1     | 5       | 0       | 80      | 12/33            | 1/1              | 3/4              | 20                | 3                 | 1                 | 0                 | 30                |
| Totale carriera |                 |              |         |         |         |                  |                  |                  |                   |                   |                   |                   |                   |